# Gotha (Allemagne)
Pour les articles homonymes, voir Gotha.
Gotha est une ville allemande de Thuringe, la cinquième du Land par sa population. Chef-lieu de l'arrondissement du même nom, elle est située à 23 km à l'ouest d'Erfurt, la capitale du Land.
Gotha doit sa renommée à son rôle de capitale et de résidence des ducs de Saxe-Gotha de 1640 à 1918. Elle fut un des centres de l'édition en Allemagne (atlas géographiques de Justus Perthes et almanach de Gotha notamment) et un grand centre des sciences naturelles, ce dont témoignent le Musée d'Histoire Naturelle et son observatoire. La ville est dominée par la silhouette du château de Friedenstein, résidence des ducs de Saxe-Gotha-Altenbourg, puis des ducs de Saxe-Cobourg-Gotha.
Elle vit aussi la naissance de la première société allemande d'assurance en 1820, la Gothaer Versicherung et la fondation du SAP (Sozialistische Arbeiterpartei), ancêtre du SPD actuel. Ville industrielle active, elle a été le siège de la Gothaer Waggonfabrik, usine de fabrications de tramways et d'avions.

## Géographie

Situation de Gotha dans son arrondissement

Gotha est située au centre de son arrondissement au sud du bassin de Thuringe entre les collines de Fahnerschen au nord et les monts de la Forêt de Thuringe au sud. L'altitude moyenne du centre de la ville est de 323 m, son point culminant est le Krahnberg au nord-ouest (431,3 m d'altitude). Le point le plus bas est la vallée de Heutal à 269,4 m d'altitude. Au sud-est se trouvent le Petit et le Grand Seeberg (406 m) tandis que le Schlossberg, en plein centre de Gotha culmine à 331 m.
Communes limitrophes (en commençant par le nord et dans le sens des aiguilles d'une montre) : Bufleben, Goldbach, Remstädt, Friemar, Drei Gleichen, Tüttleben, Emleben, Günthersleben-Wechmar, Schwabhausen, Leinatal et Hörsel. Toutes ces communes font partie de l'arrondissement de Gotha.

### Administration
La ville de Gotha est composée de la ville elle-même (Kernstadt) partagée en sept quartiers urbains et de quatre villages.
| Quartier   | Superficie (en km²) | Nombre d'habitants en 2010 |
| ---------- | ------------------- | -------------------------- |
| Gotha      | 33,44               | 36 320                     |
| Boilstädt  | 4,02                | 867                        |
| Siebleben  | 12,56               | 5 180                      |
| Sundhausen | 11,94               | 1 435                      |
| Uelleben   | 7,37                | 727                        |

## Histoire
| Appartenances historiques Landgraviat de Thuringe 1112–1482 Électorat de Saxe 1482-1547 Duché de Saxe 1547-1572 Duché de Saxe-Weimar 1572–1640 Duché de Saxe-Gotha 1640–1680 Duché de Saxe-Gotha-Altenbourg 1680–1826 Duché de Saxe-Cobourg et Gotha 1826–1871 Empire allemand 1871–1918 République de Weimar 1918–1933 Reich allemand 1933–1945 Allemagne occupée 1945–1949 République démocratique allemande 1949–1990 Allemagne 1990–présent |

### Les commencements
La première mention écrite de Gotha date du 25 octobre 775 dans un document établi à la cour de Charlemagne à Düren durant un plaid. Dans cet écrit, un dixième des terres, bois et prés de la Villa Gotaha sont attribués à l'abbaye d'Hersfeld, en Hesse actuelle. On peut peut-être établir une liaison entre Saint Gothard, saint protecteur de Gotha et Gothard de Hildesheim, ancien abbé de Hersfeld, puis évêque de Hildesheim. De cette mention, on peut déduire que Gotha est de fondation plus ancienne.
Au XVIe siècle apparut la légende d'une fondation de Gotha à l'époque des Goths en 510 par des guerriers du roi Théodoric le Grand venus en Thuringe, qui se seraient établis dans le lieu et lui auraient donné le nom de Gota.

### Le Moyen Âge
Dès le Haut Moyen Âge, Gotha est un marché et une étape sur la Via Regia au croisement avec la route reliant Mühlhausen et Bad Langensalza à Oberhof et la Bavière à travers la forêt de Thuringe. Au milieu du XIIe siècle, le landgrave, Louis II de Thuringe, lui octroie les droits de ville (copiés sur le droit d'Eisenach). Gotha se développe sous la protection du château de Grimmenstein, forteresse des Ludowinger, dynasties des landgraves de Thuringe et on bâtit des remparts avec murailles, tours, remparts de terre et fossés.
L'absence de rivière est cependant un obstacle au développement urbain, seules des sources approvisionnent la ville. En 1369, le landgrave Balthasar fait creuser le canal de Leina qui relie la ville à l'Hörsel, à 12 km plus au sud. La tradition s'installe alors que chaque rue choisisse un maître des fontaines chargé d'entretenir les ouvrages hydrauliques permettant l'arrivée de l'eau à Gotha. La prospérité économique de Gotha est assurée par l'exploitation dans les villages des alentours du pastel des teinturiers qui alimente un commerce important. Au XVIe siècle, près de 300 villages participent à cette culture. L'économie de Gotha, très active, est aussi basée sur la transformation du cuir (tanneurs, selliers), sur la ferronnerie (armes, clous, outils) et la chaudronnerie.
Des milices urbaines sont créées en 1442 pour la protection de la cité. Le premier repas est offert au meilleur arbalétrier (Vogelschießen) devant la porte Brühler en 1478.

### La Renaissance

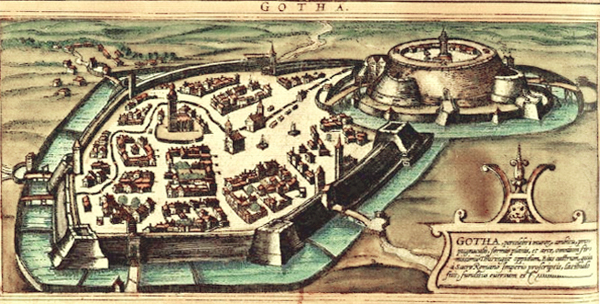
Gotha en 1572

En 1526, le landgrave Philippe Ier de Hesse et l'électeur Jean Ier de Saxe signent à Gotha un pacte d'alliance qui donnera ensuite naissance à la Ligue de Smalkalde entre les différents princes qui appuient Martin Luther et la Réforme protestante.
Gotha est à moitié détruite par un grand incendie en 1545. La ville se retrouve au cœur de la dispute entre Jean-Frédéric II de Saxe qui veut reconquérir la dignité d'électeur dont son père avait été privé et l'Empereur. En 1566, pendant la diète d'Augsbourg, le duc de Saxe est mis au ban de l'Empire. Réfugié à Gotha, la ville subit le siège des troupes d'Auguste Ier de Saxe au début de 1567. Le 13 avril 1567, la ville capitule, le duc de Saxe est emprisonné à vie et ses alliés condamnés à mort. Le château de Grimmenstein, qui protégeait Gotha depuis des siècles, est rasé.

### L'Âge classique

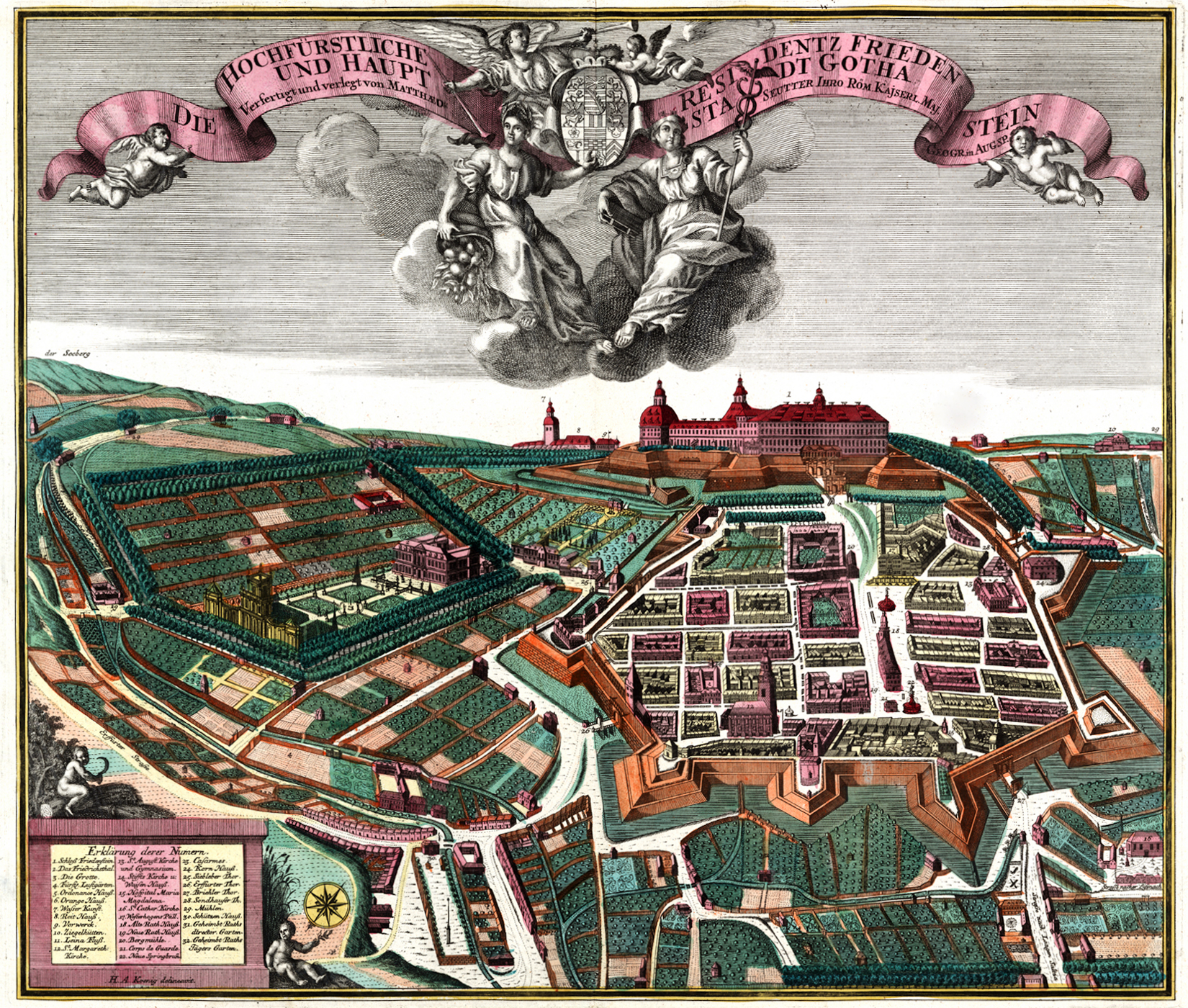
Gotha en 1738

Gotha est choisie en 1640 comme résidence des ducs de Saxe-Gotha. Ernest Ier de Saxe-Gotha fait édifier un nouveau château à l'emplacement de l'édifice détruit, ce sera le château de Friedenstein. Les ducs créent une administration exemplaire. sous l'influence du pédagogue Andreas Revher et de son Gothaer Schulmethodus, l'enseignement obligatoire est envisagé dans le duché. Les premières collections de sciences naturelles sont constituées. Le théâtre de la cour est installé dans une salle du château, il devient un des premiers théâtres allemands à disposer d'une troupe permanente.
Le duché de Saxe-Gotha devient en 1732 le duché de Saxe-Gotha-Altenbourg. L'intérêt de la famille ducale pour les arts et les sciences ne faiblit pas. En 1740, un journal en français, la Gazette de Gotha est publiée avec la bienveillance de Louise-Dorothée de Saxe-Meiningen. Hostile à la Prusse, elle provoque l'ire de Frédéric II durant la Deuxième Guerre de Silésie en 1744.
Une manufacture de porcelaine est fondée en 1757, c'est l'une des plus anciennes d'Allemagne. Le duc Ernest II de Saxe-Gotha-Altenbourg fait abattre les fortifications du château de Friedenstein. Passionné de savoir, il accueille artistes et savants et fait construire un observatoire.
Justus Perthes fonde en 1785 une maison d'édition qui se spécialise dans l'édition de cartes géographiques et devient rapidement l'une des plus renommées d'Allemagne. L'almanach de Gotha, qui recense les membres des familles royales d'Europe, est publié par la même maison à partir de 1763.
Au XVIIIe siècle, un séjour prolongé de Voltaire fait de la cour l'un des centres des Lumières en Allemagne.

### XIXesiècle

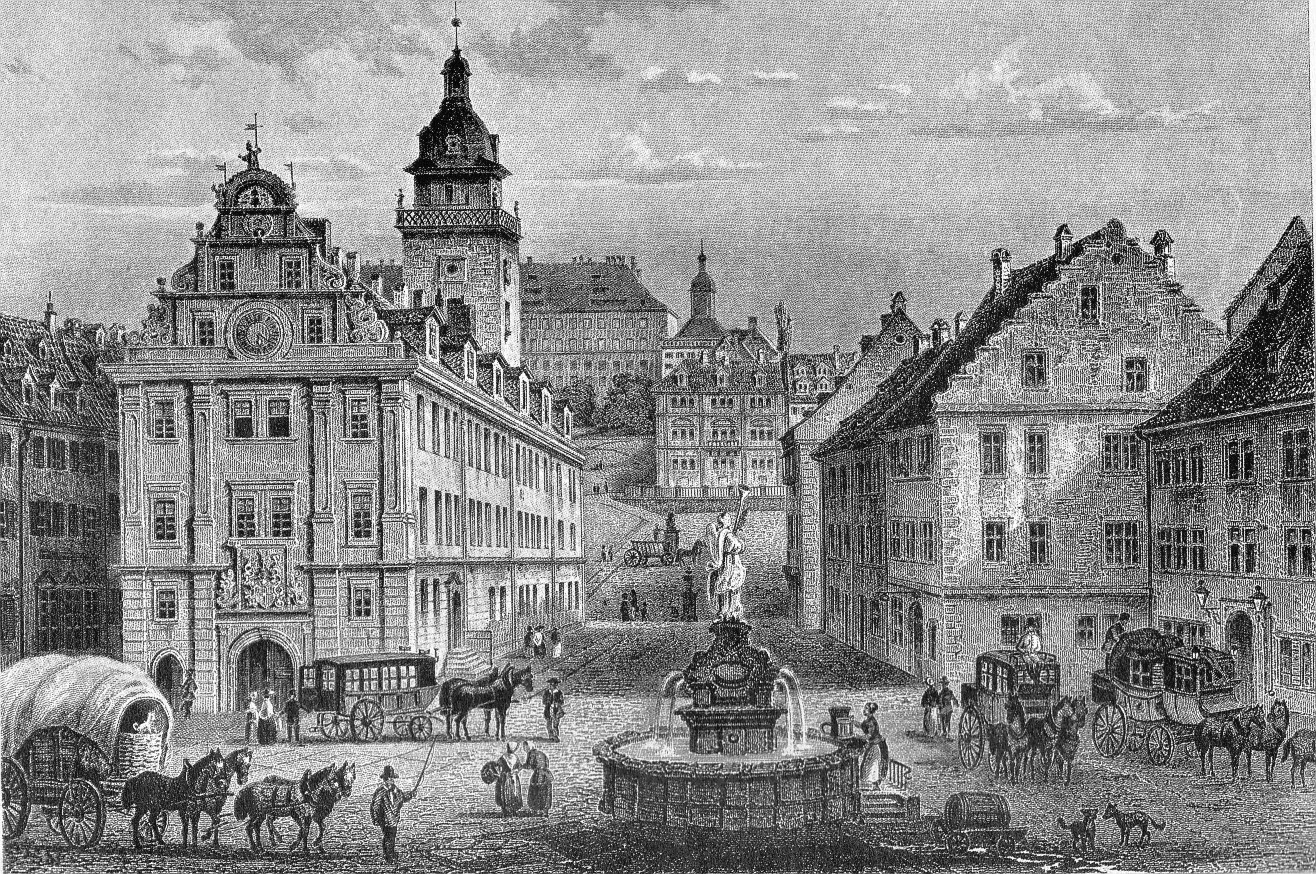
La Place du Marché en 1850

Ernst-Wilhelm Arnoldi fonde en 1820 la première société d'assurances contre l'incendie (la Gothaer Feuerversicherugnsbank, de nos jours la Gothaer Allegemeine Versicherung AG dont le siège se trouve à Cologne), puis, en 1827, la première société d'assurance-vie (la Lebensversicherungsbank, de nos jours la Gothaer Lebensversicherung AG). Gotha peut donc être considérée à juste titre comme le lieu de naissance de l'assurance allemande.
La famille des Saxe-Gotha-Altenbourg s'éteint en 1825 et, en 1826, Gotha devient possession des Saxe-Cobourg qui devient ainsi Saxe-Cobourg-Gotha, dont Gotha est l'une des deux capitales avec Cobourg.
Le raccordement en 1847 au nouveau réseau ferroviaire en construction (ligne Leipzig-Francfort-sur-le-Main) profite à l'économie de la ville. Deux autres lignes suivront, une ligne vers Leinefelde au nord en 1870 et une ligne au sud vers Ohrdruf et Gräfenroda en 1892.
En 1849, après la révolution de Mars, quelques députés du Parlement de Francfort fondent le Nachparlament durant quelques semaines. Sous le gouvernement libéral du duc Ernest II de Saxe-Cobourg-Gotha, partisan de l'unification allemande sous l'égide de la Prusse, une constitution est adoptée. En 1861 a lieu à Gotha la création du Deutschen Schützenbund, le congrès pan-allemand des organisations sportives qui existera jusqu'en 1951 et a compté plus d'un million et demi d'adhérents.
Dès 1863, le pédagogue August Köhler, sous l'influence de Friedrich Fröbel, crée des jardins d'enfant et encourage la scolarisation des filles.
Gotha a joué un rôle important dans le mouvement ouvrier allemand. Le SAP (Sozialistische Arbeiterpartei), qui deviendra en 1890 le parti socialiste allemand (SPD), a été fondé à Gotha en 1875, par la fusion de deux organisations : le parti démocratique des travailleurs sociaux (Sozialistischen Arbeiterpartei Deutschland, SDAP), dirigé par August Bebel et Wilhelm Liebknecht, et l'association générale des travailleurs allemands (Allgemeiner Deutscher Arbeiterverein ADAV), fondée par Ferdinand Lassalle. Un compromis connu sous le nom du programme de Gotha fut établi, bien qu'il ait été fortement critiquée par Karl Marx pour sa partialité réformiste dans sa Critique du programme de Gotha.
Favorisée par de bonnes conditions de circulation, l'industrie de Gotha s'est développée tout au long du siècle dans divers domaines : construction mécanique, imprimerie, transformation des matières premières agricoles.

### XXesiècle

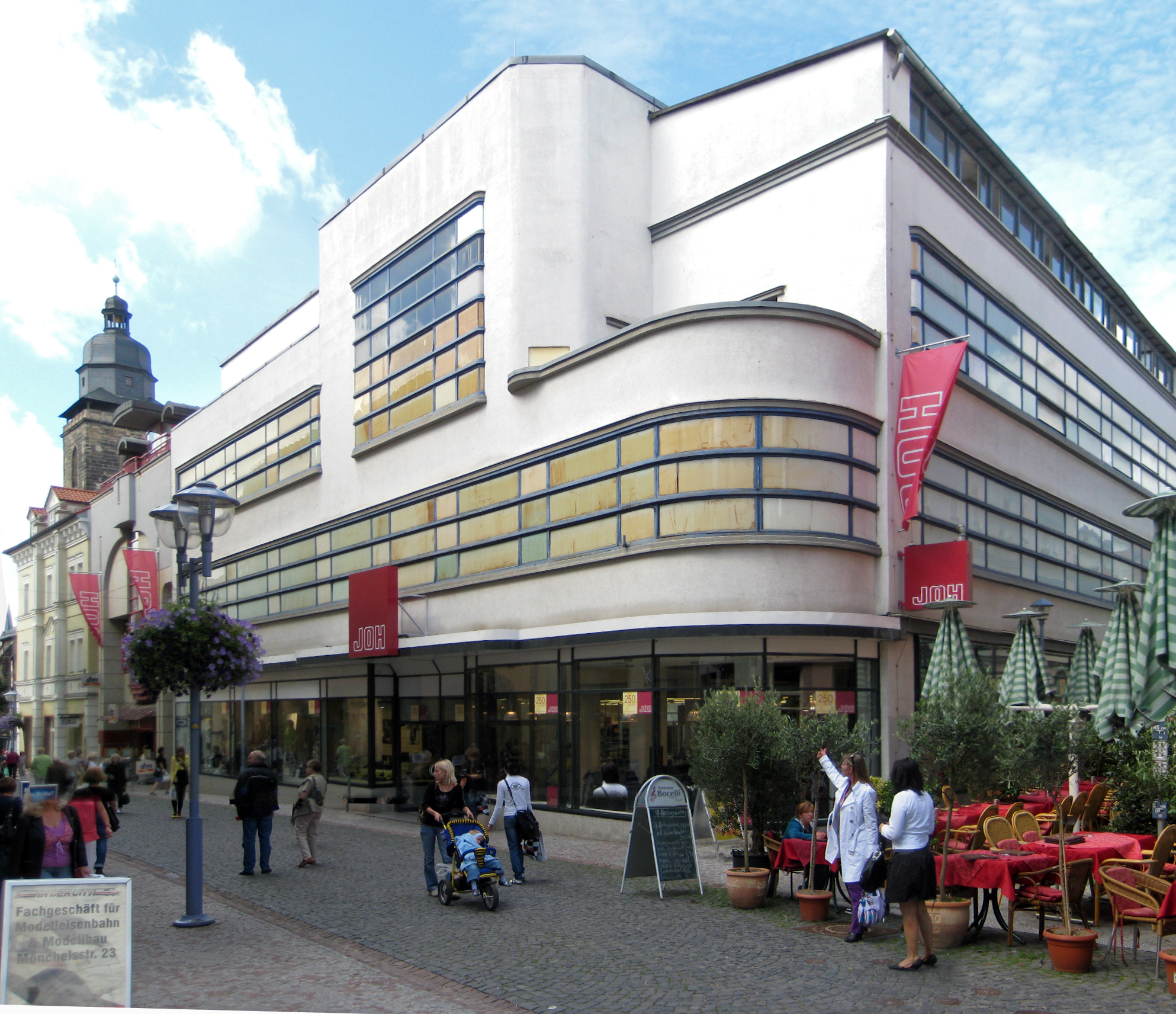
Les anciens magasins Conitzer et fils (1929)

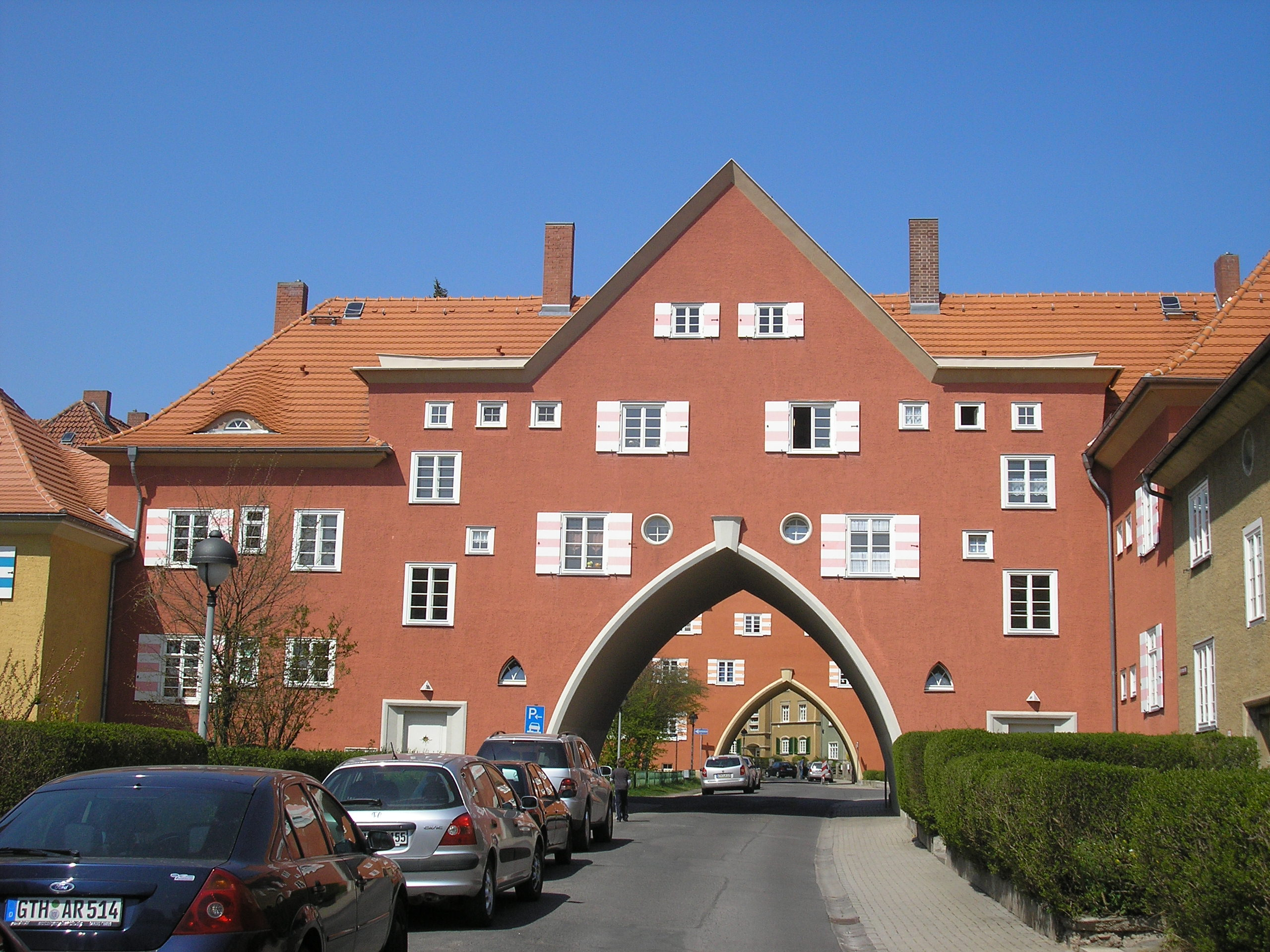
La cité-jardin Am Schmalen Rain (1927)

Dès le début du siècle, Gotha s'affirme comme un des centres de la nouvelle invention qu'est l'avion qui devient un des axes majeurs de son développement. En 1910, un aérodrome est construit et les premières entreprises de constructions d'avions s'y implantent. En 1914, Edmund Rumpler, aux commandes de son Gotha-Taube (le Pigeon de Gotha), traverse la Manche, six ans après Louis Blériot. Pendant la Première Guerre mondiale, les avions de la série Gotha G, fabriqués par la Gothaer Waggonfabrik, effectuent les premiers bombardements aériens de l'histoire sur la ville de Londres.
Après la défaite de 1918, la déposition du duc Charles-Édouard de Saxe-Cobourg et Gotha par le Conseil des Soldats de Gotha et son abdication lors de la révolution de Novembre, la ville sombre dans l'instabilité politique jusqu'en 1923 et au décret-loi (Reichsexekution) du Président Friedrich Ebert qui ordonne la déposition par l'armée du gouvernement de coalition des sociaux-démocrates et des communistes de Thuringe. Des combats sanglants se déroulent alors en ville.
La commune de Siebleben est incorporée au territoire de Gotha en 1922. De nombreux édifices dans le style du Bauhaus sont édifiés, dont la cité-jardin Am Schmalen Rain.
Une fois la stabilité revenue, la production d'avions reprend son cours, un escadron de combat de la Luftwaffe est installé à Gotha.
Lors de la prise du pouvoir par les nazis, plusieurs personnalités de Gotha auront à souffrir de persécutions. Le rédacteur en chef du journal communiste Thüringer Volkszeitung Otto Geithmer, est déporté à Buchenwald en 1938. Le pasteur luthérien Werner Sylten, qui aide les chrétiens d'origine juive, est déporté à Dachau en 1940 et assassiné en 1942 au château de Hartheim dans le cadre du programme d'élimination des personnes invalides.
Aux élections législatives de mars 1933, le NSDAP obtient 49,9 % des voix (contre 47,6 % dans l'ensemble du land), le parti communiste (KPD) 25,4 %, les Conservateurs de Droite du DNVP 12,4 % et les sociaux-démocrates du SPD 5,7 %.
Pendant la Nuit de Cristal, en 1938, la synagogue de Gotha est incendiée. La petite communauté juive de la ville qui comptait 264 personnes en 1933 n'en compte plus que 82 en 1939. De 1934 à 1943, 207 hommes et 475 femmes de Gotha subissent une stérilisation obligatoire.
6 778 prisonniers de guerre et travailleurs forcés sont employés dans les entreprises de Gotha durant la Seconde Guerre mondiale. En novembre 1944, puis en mars et en avril 1945, la ville subit plusieurs bombardements qui provoquent de nombreux préjudices à ses monuments. Certains sont complètement détruits comme l'église Sainte Marguerite (reconstruite à partir de 1952), le théâtre régional, la gare centrale, de nombreuses maisons anciennes. D'autres sont endommagés mais réparables comme l'Augustinerkirche, la Friedrichkirche, les châteaux de Friedrischthal et Friedenstein ou l'Orangerie. De nouvelles destructions sont évitées par la reddition de la ville de la part de son commandant Josef Ritter von Gadolla le 4 avril 1945 aux forces américaines (Von Gadolla fut exécuté par les Allemands pour sa reddition).
En juillet 1945, Gotha est intégrée à la zone d'occupation soviétique, puis en 1949, à la République démocratique allemande. Gotha devient en 1952 le chef-lieu d'un arrondissement du district d'Erfurt.
Les usines, qui avaient été démontées et transportées en URSS sont reconstruites et développées : matériel de transport, imprimerie (cartographie), industrie du caoutchouc synthétique, industries alimentaires.
Plusieurs écoles professionnelles sont créées dans les domaines les plus variés : finances, technique des transports, construction, pédagogie, ingénieurs, infirmières et la ville comptera dans les années 1970 plusieurs milliers d'étudiants.
Les musées (château, musée d'histoire naturelle), la bibliothèque, les archives de Thuringe, dont les collections avaient été transférées en Union soviétique en 1946 sont rouverts avec le rapatriement de 90 % des collections en 1958.
En 1974, la commune de Sundhausen est incorporée au territoire de Gotha.
En décembre 1979, un des plus importants vols de tableaux de l'histoire de la RDA a lieu au château de Friedenstein dans lequel cinq toiles de Frans Hals, Jan Brueghel l'Ancien, Ferdinand Bol, Hans Holbein l'Ancien et une copie d'un Anton van Dyck sont dérobées. Les tableaux sont finalement retrouvés en 2019.
Gotha atteint dans les années 1980 son maximum historique de population de presque 60 000 habitants. Malgré l'incorporation en 1994 des communes de Boilstädt et Uelleben, la population a depuis fortement baissé.

## Démographie
Gotha a connu une croissance continue depuis les débuts de l'industrialisation au XIXe siècle jusqu'à la fin du XXe siècle avec une petite période de stagnation pendant la Première Guerre mondiale.
Après la Seconde Guerre mondiale, 12 000 personnes déplacées ou évacuées des anciennes provinces allemandes de Silésie, Poméranie ou Prusse-Orientale ont été accueillies à Gotha. La ville a atteint son maximum historique de population au milieu des années 1970. Les années 1980 ont été des années de stagnation.
Depuis la réunification en 1990, la population de Gotha a fortement baissé en raison tant d'un solde naturel que d'un solde migratoire négatifs, les habitants de Gotha s'installant tout d'abord dans les villages environnants (construction de zones résidentielles), puis dans les länder ouest-allemands pour des raisons économiques (chômage persistant). Depuis quelques années, le solde migratoire a tendance à s'équilibrer.

## Politique
Aux élections municipales du 7 juin 2009, les résultats obtenus par les partis présentant des candidats ont été les suivants :
| Parti                         | Nombre de conseillers | Pourcentage de voix | Variation 2004-2009 |
| ----------------------------- | --------------------- | ------------------- | ------------------- |
| SPD                           | 11                    | 42,7 %              | plus 27,4 %         |
| CDU                           | 9                     | 22,4 %              | moins 15,9 %        |
| Die Linke                     | 7                     | 15,6 %              | moins 11,7 %        |
| Freie Wählergemenschaft (FWG) | 4                     | 5,6 %               | plus 5,6 %          |
| FDP                           | 2                     | 3,7 %               | moins 0,3 %         |
| Bürgerinitiative Gotha (BI)   | 2                     | 4,0 %               | moins 5,7 %         |
| Alliance 90/Les Verts         | 1                     | 3,1 %               | moins 2,3 %         |
| NPD                           | 0                     | 2,9 %               | plus 2,9 %          |

Le président du Conseil Municipal est Mme Astrid Gehb (SPD), grâce à une alliance SPD-Verts-FDP-BI. Le Maire est M. Knut Kreuch du SPD.

## Économie

### Entreprises privées
L'entreprise la plus emblématique de Gotha est sans conteste la Gothaer Waggonfabrik, disparue de nos jours. Fondée au XIXe siècle, elle fut jusqu'en 1989 un important producteur de matériel roulant ferroviaire (tramways essentiellement). Elle produisit aussi jusqu'en 1945 de nombreux modèles d'avions. Elle employait 2 150 personnes en 1989 et encore 900 en 1992. En 1997, elle est scindée en deux, la Schmitz Gotaher Fahrzeugwerke et la Gothaer Fahrzuegtechnik, toutes deux filiales du groupe Schmitz Cargobull. La première, qui emploie 800 personnes, produit des semi-remorques, la seconde, avec 400 ouvriers, des grues pivotantes.
Une autre entreprise importante de la ville est la brasserie Gothaer, appartenant au groupe Oettinger, qui produit annuellement 1 700 000 hl de bière, emploie plus de 300 personnes et est la principale brasserie de Thuringe.
La ZF Gotha GmbH, filiale de ZF Friedrichshafen fabrique des systèmes de transmissions pour chariots élévateurs et voitures de luxe en employant près de 180 ouvriers.
L'usine Avery Dennison, filiale du groupe américain du même nom, emploie 160 personnes et fabrique des produits auto-collants.
La Beyeler Maschinenbau GmbH emploie 200 personnes dans la fabrication de machines-outils et de lasers pour l'industrie.

### Entreprises publiques

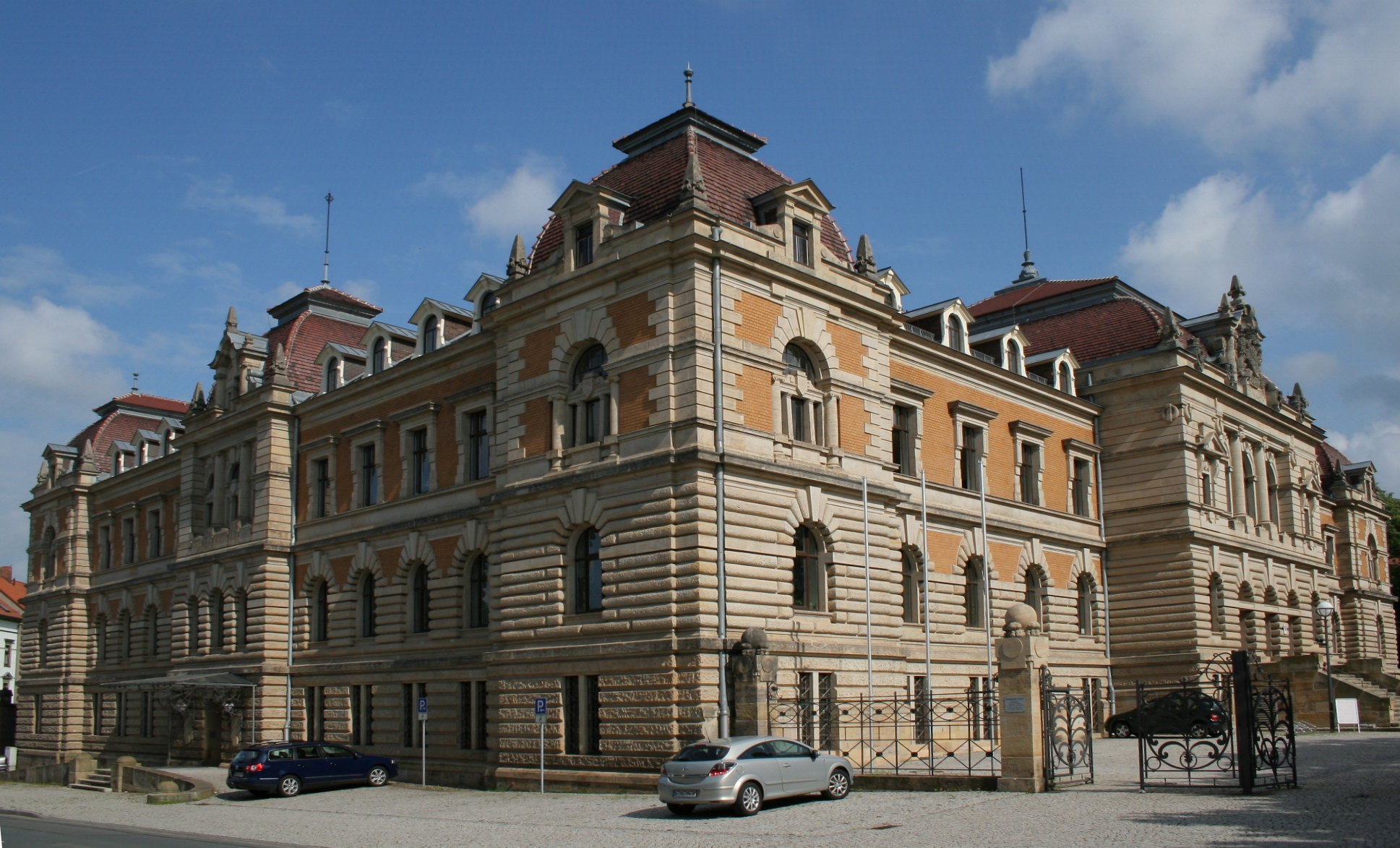
Le Tribunal d'Instance

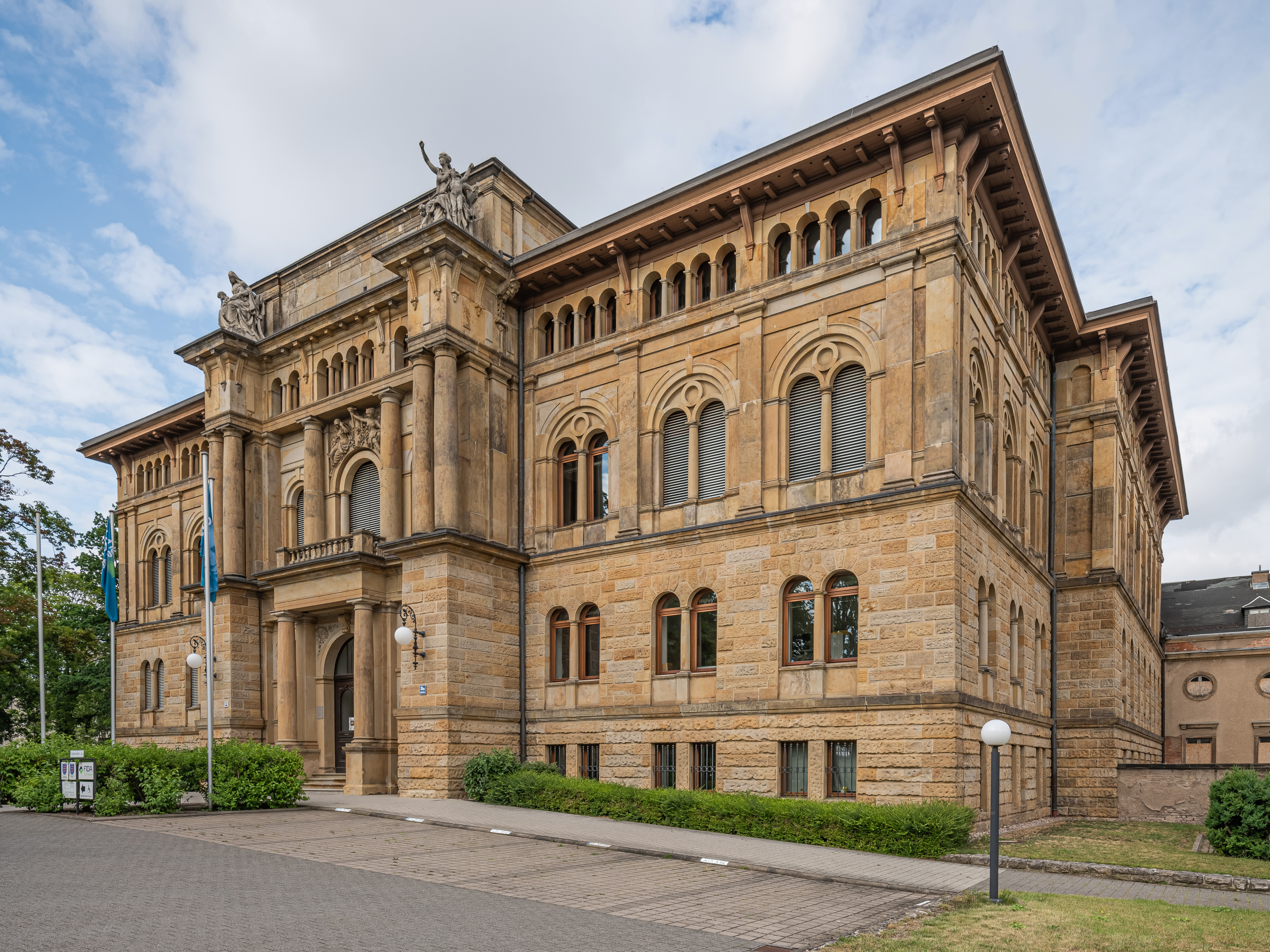
Le Tribunal des Finances

- Institutions fédérales. Plusieurs bataillons de la Bundeswehr sont installés dans la caserne de Friedenstein ainsi qu'une unité de logistique et un service de santé.
- Institutions du land de Thuringe.
  - Assurances sociales.
  - Institut de Thuringe pour la forêt, la chasse et la pêche.
  - Archives du land.
  - Bibliothèque universitaire et de recherches Erfurt-Gotha.
  - Centre de recherches pour les études scientifiques de l'université d'Erfurt.
  - Tribunal fiscal de Thuringe.
  - Tribunal d'instance de Gotha.
- Administration de l'arrondissement de Gotha, Landsratamt Gotha.

## Enseignement
La ville de Gotha possède une longue tradition dans ce domaine puisque l'enseignement obligatoire y fut introduit dès le XVIIe siècle par le duc Ernest le Pieux pour les enfants de 5 à 12 ans, ce qui était rarissime à cette époque.
À l'heure actuelle, Gotha dispose de 11 écoles, 3 lycées (Arnoldischule, Ernestinum, Gustav-Freitag) et 3 centres de formation professionnelle.
L'enseignement de type universitaire est composé de plusieurs établissements :
- École professionnelle de l'État : construction, économie, circulation.
- Centre de formation des Impôts du land de Thuringe.
- École supérieure spéciale de l'Administration publique.
- École de Formation des Enseignants.

## Culture

### Théâtre
- Le Théâtre Ekhof, situé dans l'aile droite du château de Friedenstein est l'un des vieux théâtre ayant conservé intacte sa machinerie originale baroque.
- Le Théâtre Municipal, de style classique, brûlé en 1945. Ses ruines ont été détruites en 1958 et il n'a jamais été reconstruit.
- La Maison de la Culture, ouverte en 1940 comme cinéma, elle a été restructurée en 1972 et possède une salle de 785 places qui accueille, pièces de théâtre, concerts depuis 1973.

### Cinéma
Gotha possède deux salles de cinéma du groupe allemand Cineflex, le « Capitole » et le « KIK », et une salle présentant des films alternatifs : le « Londoner ».

### Musique
- Le chœur d'enfants de Gotha (Gothaer Kinderchor) existe depuis 1978. Très réputé, il donne des concerts dans tout le pays ainsi que dans divers pays européens.
- L'Orchestre symphonique de Gotha (Thüringen Philharmonie Gotha) est né en 2008 de la fusion entre le Landessinfonieorchester Thüringen Gotah fondé en 1651 et issu de la Chapelle de la Cour des ducs de Gotha et le Thüringen Philharmonie Suhl fondé en 1953 à Suhl. Il est dirigé par le chef grec Stefanos Tsiakis et propose une saison complète de concerts couvrant tout le répertoire de la musique savante.

### Musées

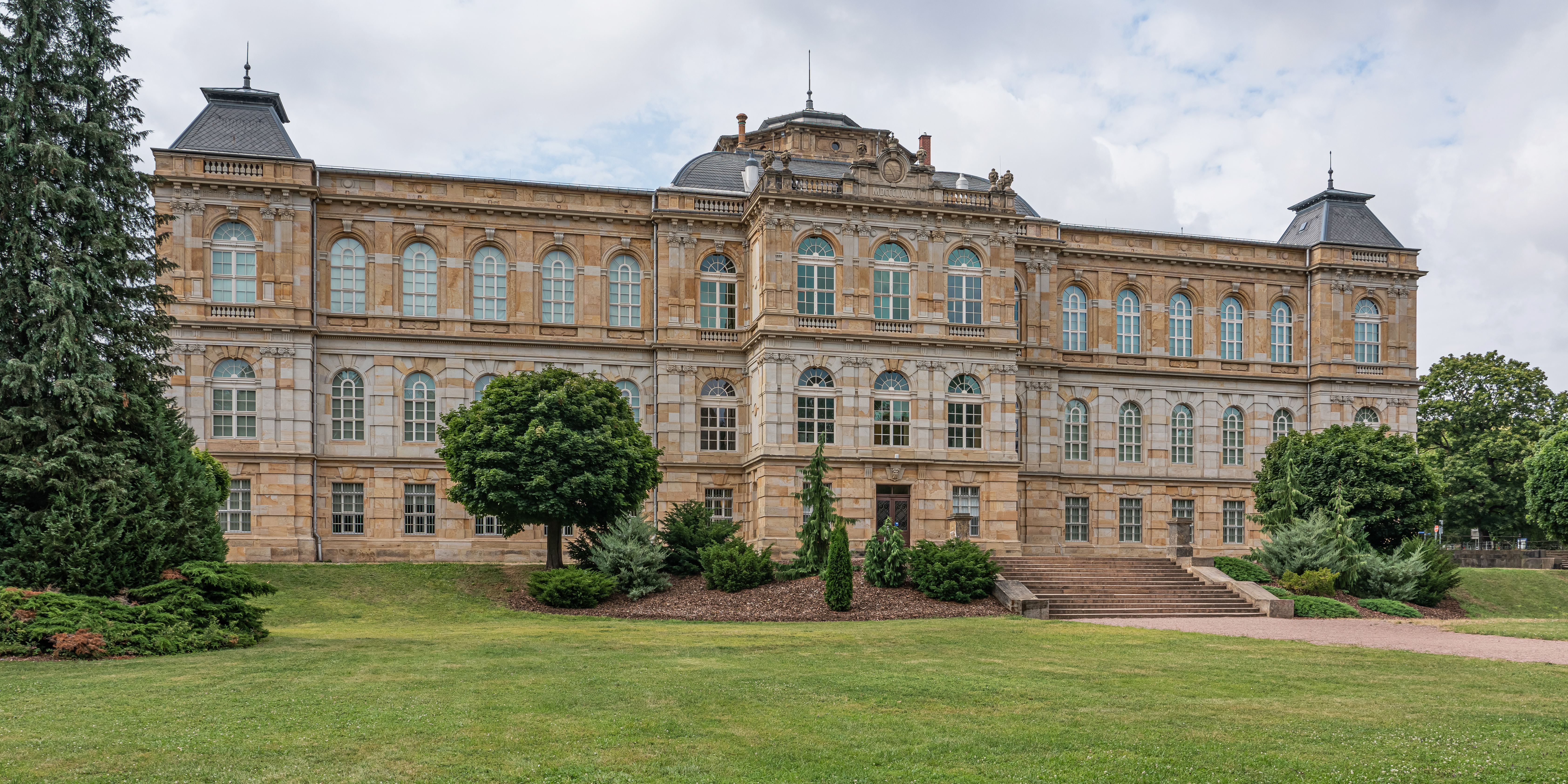
Le musée ducal de Gotha

- Le musée de la Nature de Gotha (Museum der Natur Gotha) est l'un des quatre musées installés dans le château de Friedenstein et présente des collections de géologie, paléontologie, de zoologie, collections constituées à partir du XVIIe siècle par la famille ducale.
- Le musée ducal de Gotha (Herzogliches Museum Gotha) est un édifice de style néorenaissance bâti de 1864 à 1869 qui abrite une bibliothèque, un cabinet des monnaies, une galerie de peinture, une collection d'estampes de grande valeur.
- Le musée de l'Histoire de l'Assurance (Gothaer Haus der Versicherungsgeschichte) est installé dans les locaux de la Gothaer Versicherungsbank qui fut la première compagnie d'assurances allemande.
- Le musée du château de Friedenstein présente sculptures et peintures.

### Fêtes traditionnelles
- La Gothardus-fest, qui a lieu le premier week-end du mois de mai est consacrée au saint patron de la ville Saint-Gothard et existe depuis 1442. Durant les trois jours de fête sont organisés marchés, concerts, feu d'artifice et procession en l'honneur de Saint Gothard et du landgrave Balthasar.
- La Barockfest, créée en 2001, ressuscite pendant le dernier week-end du mois d'août la cour de Frédéric III de Saxe-Gotha-Altenbourg à la fin du XVIIIe siècle dans le château de Friedenstein et l'Orangerie avec quelque 200 comédiens déguisés.
- Le Festival Ekhof présente dans le théâtre Ekhof pièces de théâtre et concerts de juin à août.
- L'Internationalen Metallgestalertreffen Gotha glüht célèbre au mois de septembre les créations artistiques et artisanales créées à base de métaux.

## Sites et monuments

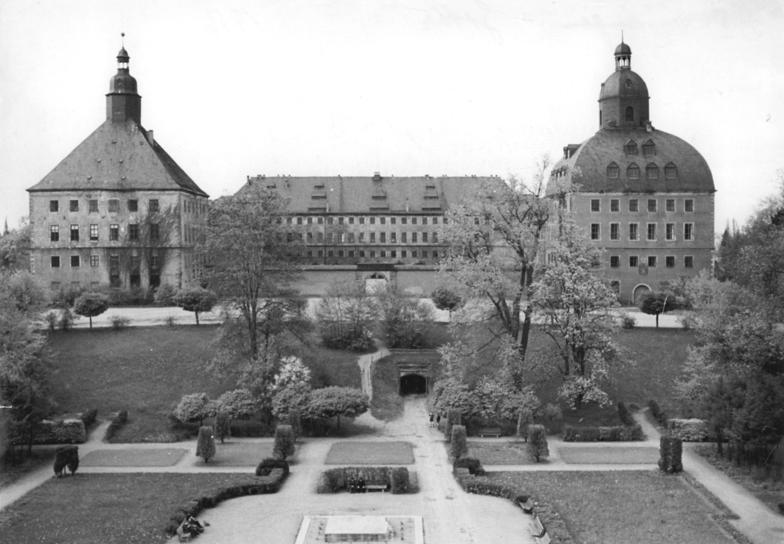
Le château de Friedenstein

- L'attraction principale de la ville est le château de Friedenstein, l'ancien palais ducal, construit en 1643-1655. Cette imposante structure rectangulaire, avec des tours carrées aux angles, est le plus ancien palais d'Allemagne du début du baroque. Le Musée du Palais abrite de précieuses collections d'art historiques et des objets culturels. Le palais abrite également le musée d'histoire régionale, y compris le Théâtre historique Ekhof, le plus vieux théâtre baroque conservé dans le monde.
- Dans le parc à l'anglaise se trouvent l'Orangerie, construite en style baroque tardif à la fin du XVIIIe siècle sur l'ordre de Frédéric III pour présenter sa collection de plantes exotiques, c'est l'une des plus vastes d'Allemagne.
- Le château de Friedrichsthal a été construit au XVIIIe siècle comme palais d'été. Il possédait un jardin baroque qui fut malheureusement détruit au XIXe siècle lors de la construction du Tribunal.
- Le palais d'Hiver, château de ville de style classique édifié en 1822. Abandonné, il est en restauration et devrait ouvrir de nouvreau ses portes en 2014.
- La synagogue de Gotha, construite en 1904, a été détruite par les nazis en 1938 lors de la nuit de Cristal. Un mémorial se situe à son emplacement.

Au nord de l'ensemble du château ducal et de son parc se trouve la ville ancienne de Gotha. On y rencontre :
- l'hôtel de Ville, construit entre 1567 et 1577 dans le style Renaissance, remarquable pour sa façade richement décorée du Nord ;
- la place du Marché (Hauptmarkt), entourée par des maisons rénovées avec des portes baroques ;
- l'église abbatiale des Augustins (gothique du XIIIe siècle), avec l'ancien cloître. Fondée au XIIIe siècle, elle reçut un décor baroque. Martin Luther y prêcha à plusieurs reprises en 1521 ;
- l'église Ste Marguerite (Margarethenkirche), église-halle de la fin du XVe siècle.

Gotha possède aussi de nombreuses constructions administratives datant du XIXe siècle à l'allure imposante.

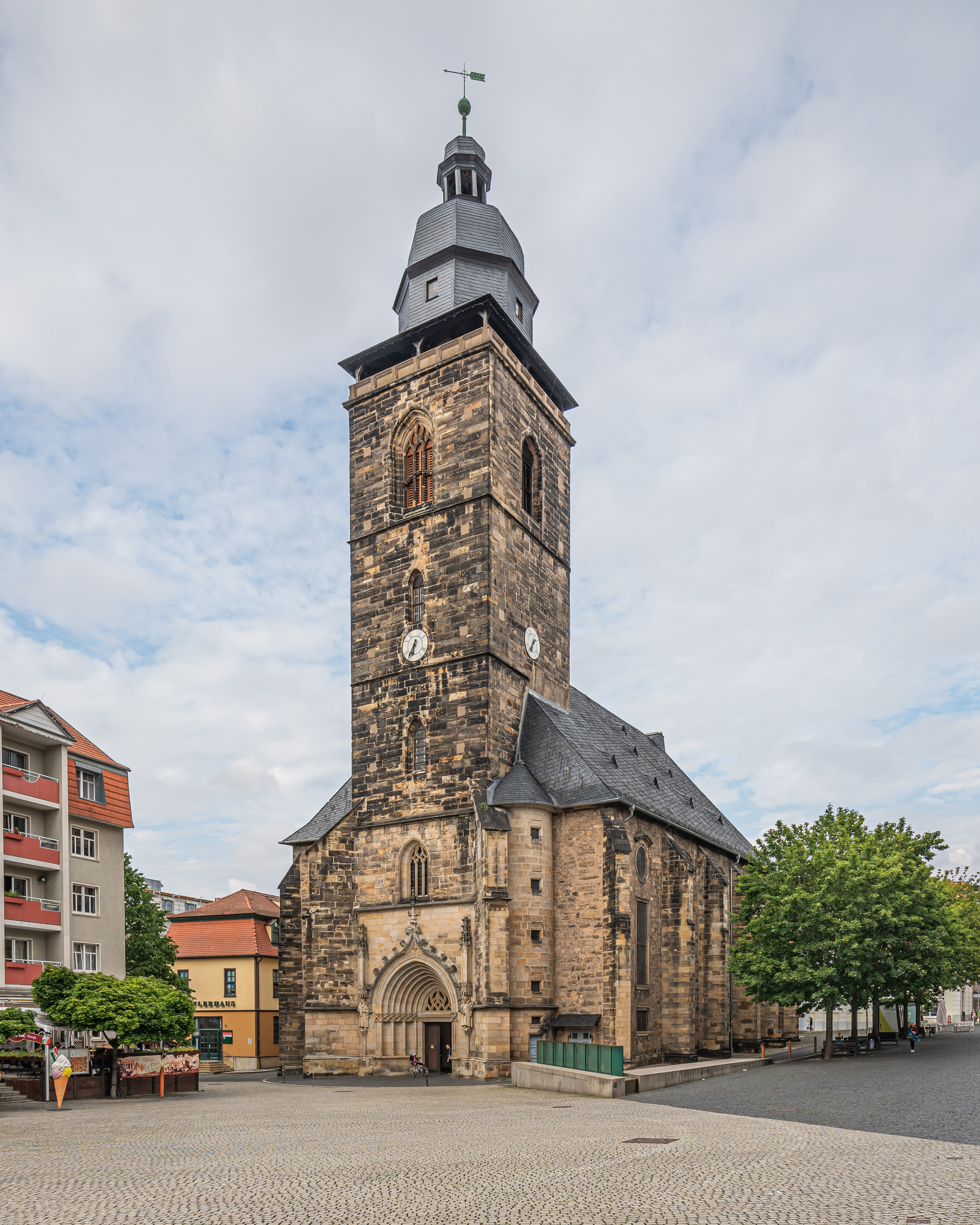
L'église Ste Marguerite
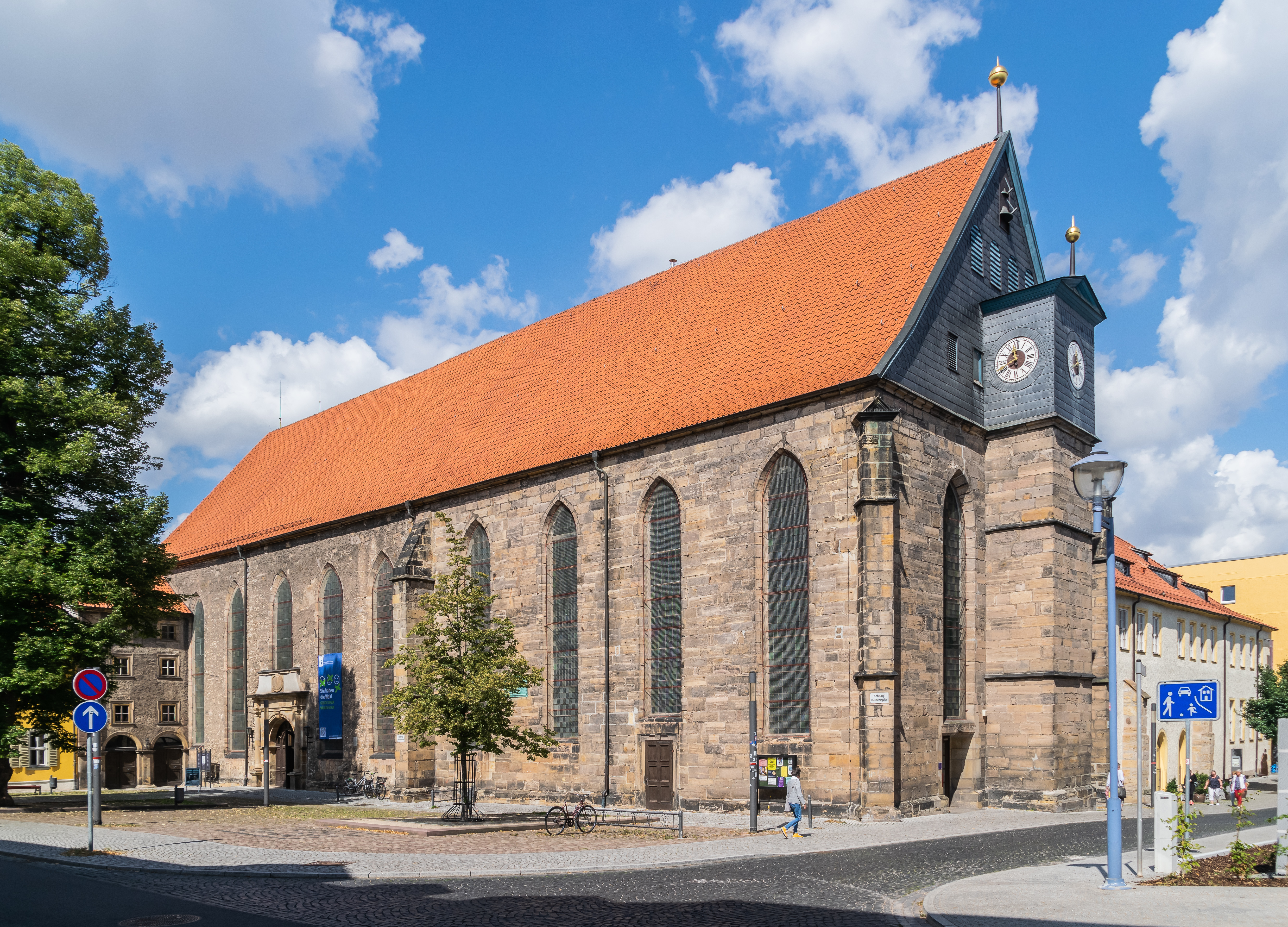
L'église des Augustins
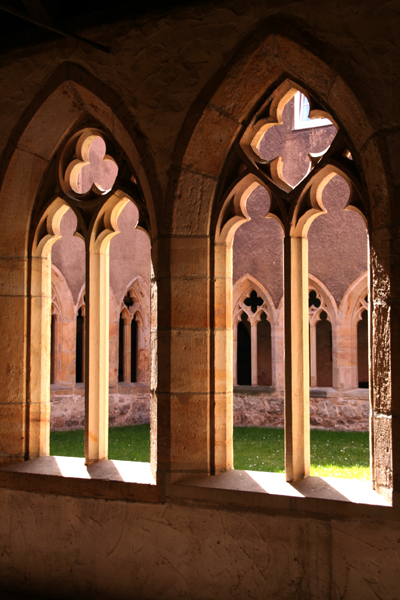
Le cloître des Augustins
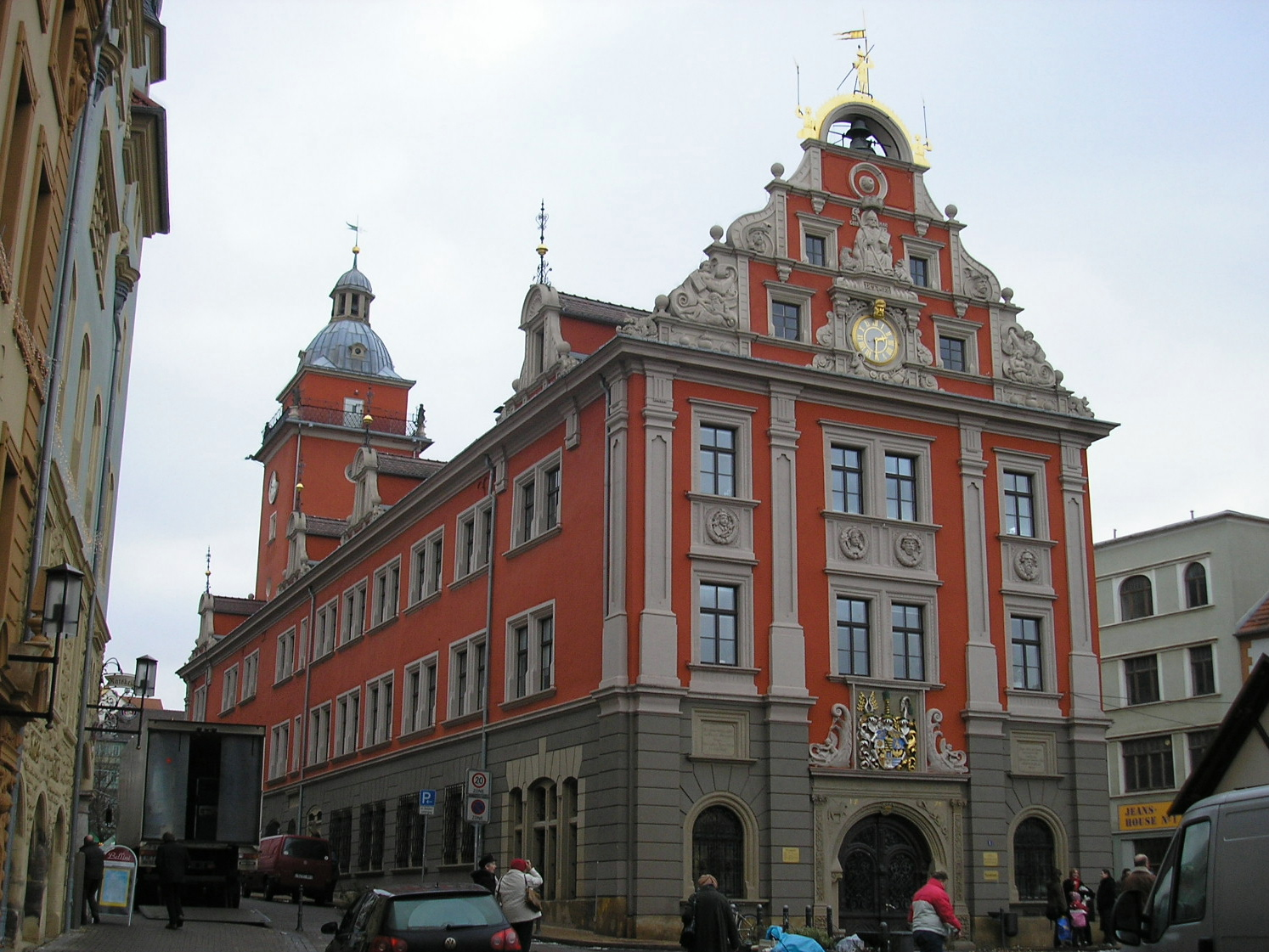
L'Hôtel de Ville
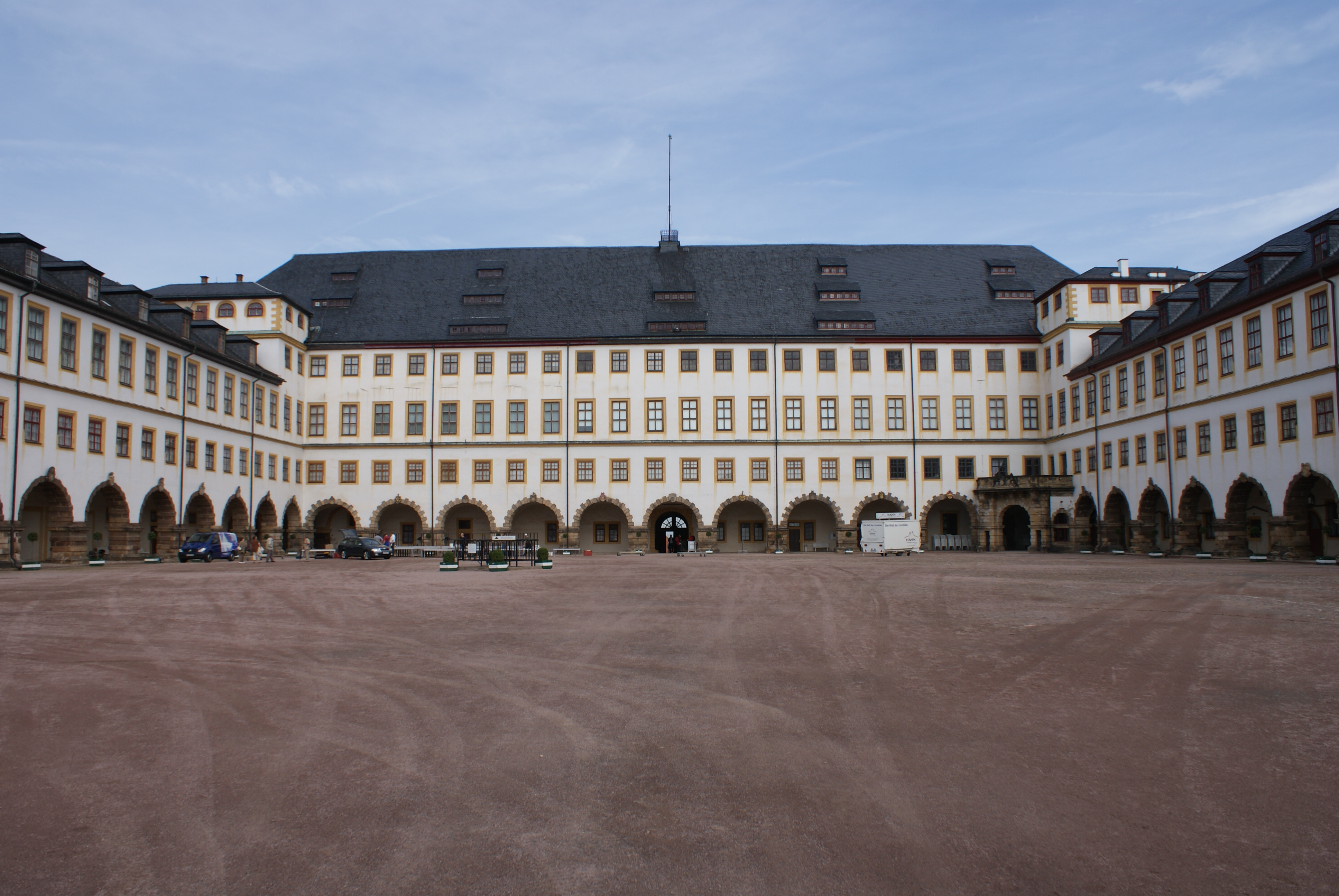
Cour intérieure du château de Friedenstein
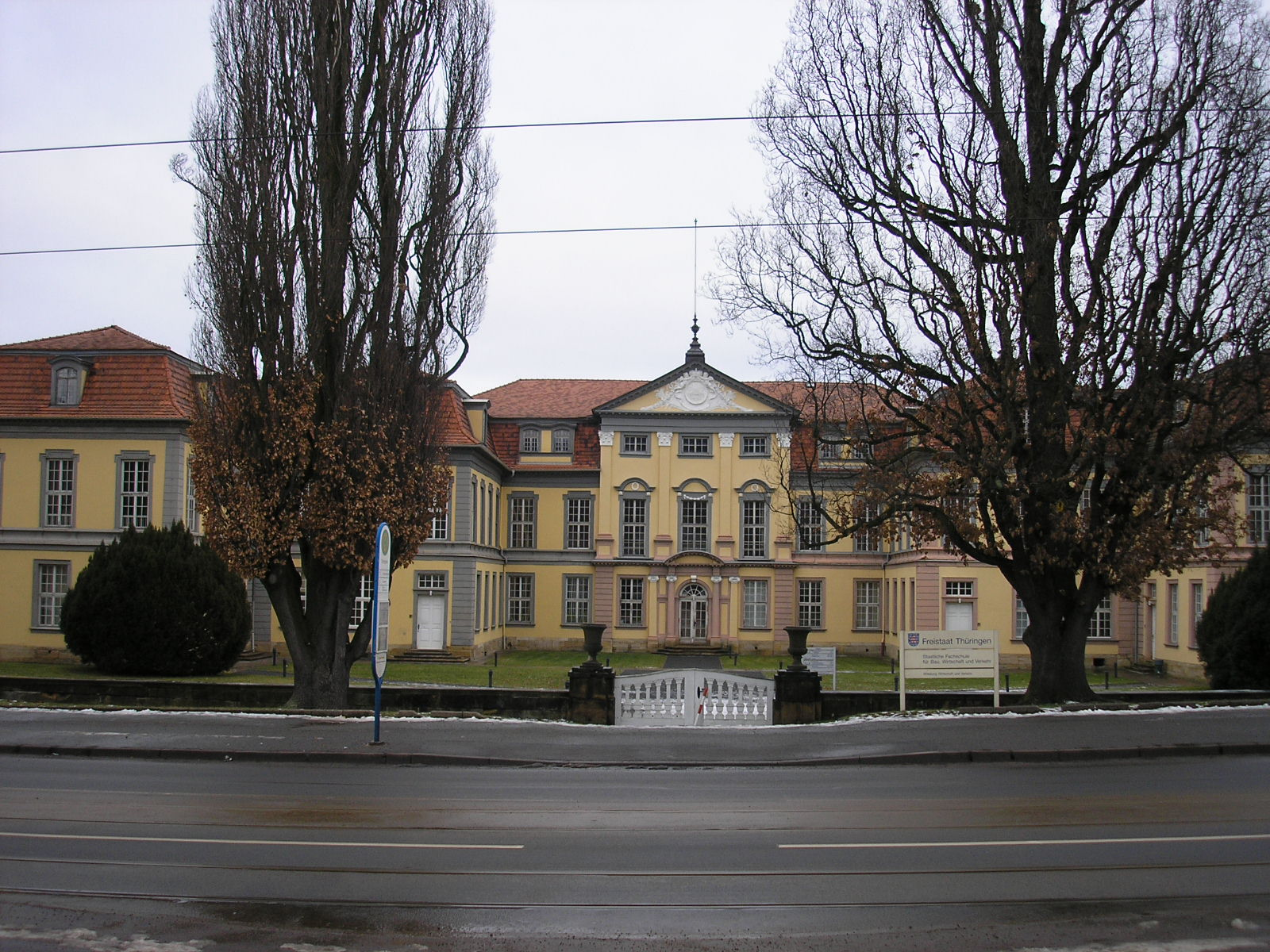
Le château de Friedrichsthal
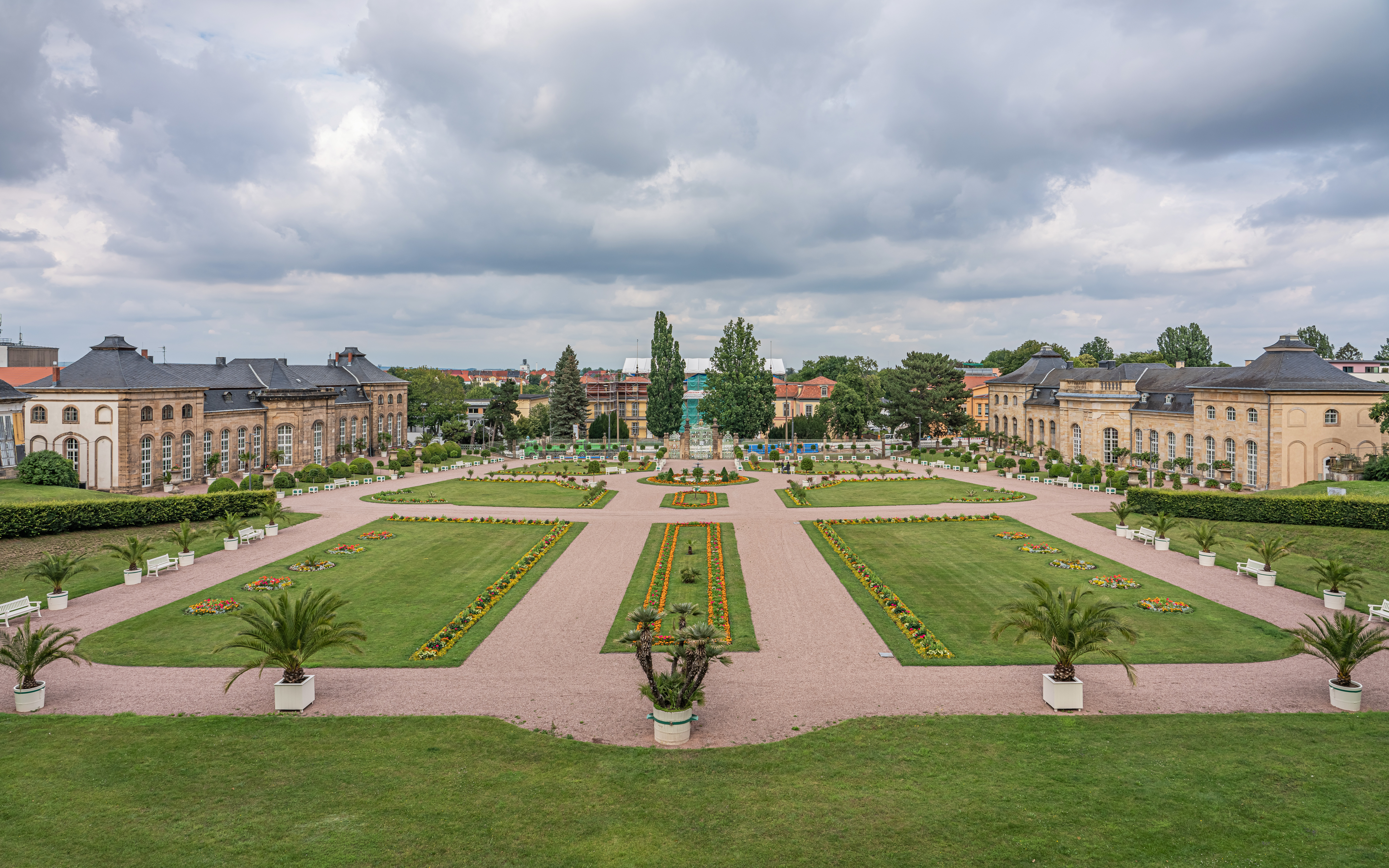
L'Orangerie

## Sports
- Le club de football, FSV Wacker 03 Gotha, dont le stade est le Volkspark Stadion (12 000 places) représente la ville dans le championnat allemand de l'Oberliga Nordost, division sud (cinquième niveau).
- Le club de basket-ball Œttinger Gotha Rockets joue en troisième division, division sud, du championnat allemand.
- le club de volley-ball VC Gotha évolue depuis 2010-2011 en première division fédérale du championnat de volley-ball masculin.

## Transports

### Transports ferroviaires
Gotha a la chance de posséder un bon réseau de lignes de chemins de fer.
- Trains à grande vitesse, ICE ligne 50 : Francfort-sur-le-Main-Gotha-Erfurt-Leipzig-Dresde, desserte cadencée toutes les deux heures.
- Trains rapides, IC ligne 51 : Cologne-Düsseldorf-Dortmund-Gotha-Erfurt-Halle-Berlin.
- Trains régionaux rapides, RE1 : Göttingen-Leinefelde-Mühlhausen-Gotha-Erfurt-Weimar-Iena-Gera-Chemnitz.
- Trains régionaux,
  - RB20 : Eisenach-Gotha-Erfurt-Weimar-Naumbourg-Weißenfels-Halle.
  - RB49 : Gotha-Gräfenroda.
- Erfurter Bahn, EB2 : Gotha-Bad Langensalza.

### Transports routiers
Gotha est desservie par  deux sorties (41b Gotha-Boxberg et 42 Gotha) de l'autoroute A4 Francfort-sur-le-Main-Dresde.
De même, la ville se trouve au croisement des routes nationales B7 et B247. La B7 rejoint Erfurt à l'est et Eisenach à l'ouest, la B247 Mühlhausen au nord et Ohrdruf au sud.
Des routes régionales relient Gotha à Waltershausen, Arnstadt, Goldbach, Molschleben et Emleben.

### Transports aériens

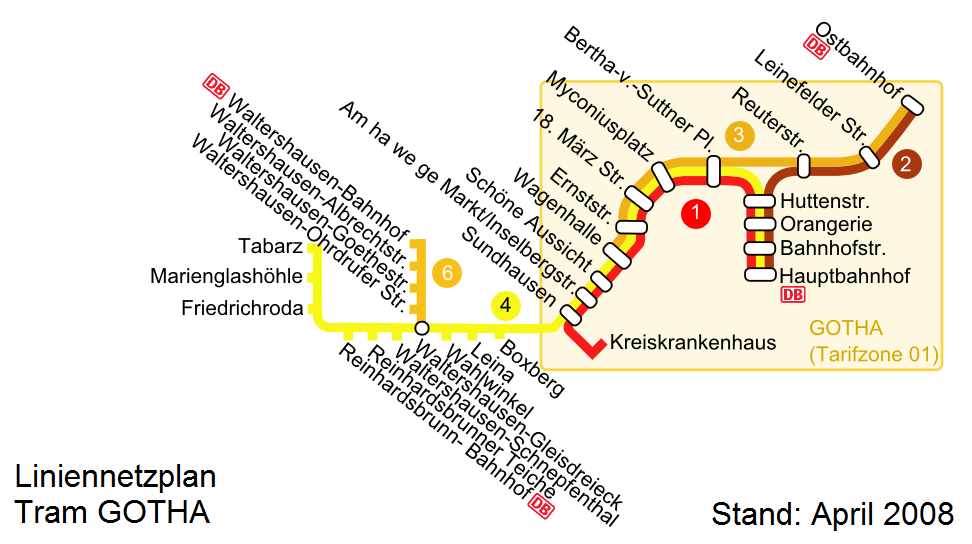
Le réseau de tramways de Gotha.

Gotha possède un aérodrome, Gotha-Ost. L'aéroport le plus proche est celui d'Erfurt-Weimar à 15 km à l'est.

### Transports urbains
La ville de Gotha est dotée d'un réseau de tramways composé de trois lignes urbaines et une ligne particulière, le Thüringerwaldbahn, se dirigeant vers Waltershausen, Friedrichroda et Tabarz créée en 1929. Le réseau est centré sur la gare centrale et a été créé en 1894.

## Jumelages
La ville de Gotha est jumelée avec :
- Salzgitter (Allemagne) depuis 1988
- Romilly-sur-Seine (France) depuis 1960
- Kielce (Pologne) depuis 1997
- Martin (Slovaquie) depuis 1997
- Gastonia (États-Unis) depuis 1993
- Adoua (Éthiopie) depuis 2015

## Spécialités culinaires
- Le Gothaer est un gâteau en forme de couronne, dérivé du Frankfurter Kranz avec un ajout de chocolat.
- Le Gotano est un vermouth, produit jusqu'en 2010 à Gotha par la Thüringen Weinkellereien Gotha GmbH et depuis cette date, élaboré à Syadyilm au sud d'Erfurt.

## Personnalités
- * Le théologien luthérien Friedemann Bechmann (1628–1703)  a fait ses humanités à Gotha.
- Johann Friedrich Blumenbach, (1752-1840) médecin, anthropologue et biologiste.
- Emilie von Berlepsch (1755-1830, écrivaine et féministe
- Charles Henri Anthing, (1766-1823), général  des armées du 1er Empire, au service de la France de 1810 à 1814, né à Gotha, décédé à La Haye (Pays-Bas).
- Johann Ludwig Böhner, (1787-1860), pianiste, organiste, chef d'orchestre et compositeur mort le 28 mars 1860 à Gotha.
- Bertha von Suttner, (1843-1914), militante pacifiste.
- Kurd Lasswitz (1848-1910), scientifique et écrivain, père de la science-fiction allemande.
- Hannah Höch, (1889-1978), artiste plasticienne Dada.
- Detlev Karsten Rohwedder, (1932-1991), homme d'affaires et homme politique du SPD.

## Hommages
L'astéroïde (1346) Gotha a été nommé en l'honneur de la ville de Gotha, en reconnaissance de son observatoire.